# Bereza (rejon kobryński)
Bereza (biał. Бяроза, Biaroza) – wieś na Białorusi, w rejonie kobryńskim obwodu brzeskiego. Miejscowość wchodzi w skład sielsowietu Buchowicze.
W miejscowości stoją dwie drewniane świątynie prawosławne:
- cerkiew Podwyższenia Krzyża Pańskiego (parafialna) z 1864 roku[3],
- kaplica św. Proroka Eliasza (cmentarna).